# Mord ist ihr Hobby: Der Maulwurf
Der Maulwurf (Originaltitel: The Mole) ist eine Episode der Kriminalfilm-Reihe Mord ist ihr Hobby aus dem Jahr 1992.

## Handlung
Da Jessica Fletcher an einem neuen Buch arbeitet, dessen Hauptfigur Journalist ist, trifft sie sich in einer Gaststätte in New York mit Brynie Sullivan, dem Chefredakteur eine Zeitung. Kurz vorbeikommen sein Stellvertreter Jason Herd (der, mit seinem Nachnamen, von beiden spaßhaft als Nerd angesprochen wird) sowie ein Kunde von Sullivan. Er schenkt ihm zwei Karten des Auftritts einer Band für sein Kind, da er von ihm Informationen aus dem Rathaus erhält. Anschließend erzählt er Jessica, dass so etwas üblich sei.
Später möchte Jessica die Unterlagen für einen Flug nach San Francisco abholen. Die Angestellte glaubt, sie habe etwas vergessen, und ruft ihr nach, allerdings mit dem Namen Liz Foster. Die Verwechslung führt dazu, dass Jessica mit Gewalt in eine Limousine gezerrt und in eine große Halle gefahren wird. Dort wartet auf sie Max Hagen, ein Unternehmer, der für seine Wohltätigkeit bekannt ist. Er entschuldigt sich und erzählt ihr, dass es sich um eine Verwechslung gehandelt habe. Es hätte eine Geburtstagsüberraschung für eine Freundin sein sollen. Jessica glaubt ihm nicht. Sie lehnt sein Angebot, sie heimzufahren, ab und benutzt stattdessen ein Taxi. Nach Jessicas Abfahrt spricht Hagen Robert Wilman an, dass er die falsche Frau gebracht hatte.
Jessica fährt zur Polizei, erstattet Anzeige wegen Entführung und fordert Kommissar Artie Gelber auf, in der Sache zu ermitteln. Beide fahren anschließend zu Hagen, der behauptet, er habe Jessica noch nie getroffen. Gelber fährt sie nach Hause. Noch ehe sie das Gebäude betreten kann, wird sie von zwei Beamten, die ihre Dienstausweise vorzeigen, aufgefordert, sie zu begleiten. So kommt Jessica in das Büro des Bezirksstaatsanwaltes Louis Paloma. Er ist kurz angebunden, aber er glaubt ihr. Er lässt erkennen, dass er ein Interesse an Hagens Vorgehensweisen hat und bittet sie, ihn umgehend anzurufen, sobald ihr der Name der anderen Frau einfällt.
Kaum ist Jessica daheim, erhält sie Besuch von Hagens Pressesprecherin Sara Lloyd. Sie bietet ihr einen Scheck Hagens in Höhe von 25.000 Dollar an. Da Jessica davon ausgeht, dass damit die Bedingung verbunden ist, ihre Anzeige zurückzuziehen, lehnt sie ab. Sie ist gerade gegangen, kommt Sullivan vorbei. Da er Lloyd gesehen hatte, fragt er nach und bestätigt Jessica in ihrer Ablehnung. Nun bittet er sie, ihn zu einem Presseempfang der New York Eagles zu begleiten. Das Basketballteam wird von Hagen geleitet. Sie wollen gerade gehen, da schaut Jessica in ihre Handtasche, wo noch die Unterlagen für ihren Flug drin sind. Nun erkennt sie, dass es die richtigen sind, aber im falschen Umschlag. Darauf stehen, neben dem Namen Liz Foster, die Telefonnummer eines Hotels. Sie ruft dort an, aber der Name ist unbekannt. Da Jessica und Sullivan die Möglichkeit in Betracht ziehen, dass sie dort noch nicht angekommen ist, fahren sie hin.
Sie treffen gerade ein und stoßen auf Gelber. Von ihm erfahren sie, dass im Aufzug die Leiche einer Frau gefunden worden war. Ihr Name sei unbekannt, was ein weiterer Polizist bestätigt. Gelber nimmt an, dass sie Opfer eines Raubmordes wurde, denn ihre Handtasche fehlt. Erdrosselt wurde sie mit einem Strick. Nun erfährt Gelber von den beiden, dass Paloma Untersuchungen anstellt und bekommt den Ratschlag, Kontakt aufzunehmen.
Bei dem Presseempfang, bei dem auch der Coach anwesend ist, spricht Jessican Hagen an und erwähnt den Namen Liz Foster als diejenige, mit der sie verwechselt worden sei. Er behauptet, dass er sich vage an eine junge Frau erinnere, die in Washington für ihn gearbeitet hatte und bittet Fred Chandler, das zu überprüfen.
Später sitzen Jessica und Sullivan mit Paloma zusammen. Unter der Bedingung, darüber erst dann zu berichten, wenn seine Ermittlungen abgeschlossen seien, erfahren sie die Hintergründe. Er hatte Kontakt mit Foster aufgenommen, damit er Beweise gegen Hagen bekäme, und sie, mit Hilfe eines Maulwurfs, in Hagens Zentrale untergebracht. Sie hätte ursprünglich 100.000 Dollar bekommen sollen. Nachdem sie behauptet hatte, sie hätte genug Beweise für eine Verurteilung Hagens zu einer lebenslangen Gefängnisstrafe, die doppelte Summe gefordert. Er hatte sich mit ihr im Central Park getroffen und ihr das Geld gegeben. Die zwei Disketten mit den angeblichen Beweisen, die er im Gegenzug erhalten hatte, hatten sich als bedeutungslos erwiesen. Zu einem weiteren Treffen, um die Sache zu klären, sei sie nicht erschienen. Es war für den Tag vereinbart, an dem Jessica von ihrer Entführung berichtet hatte. Nach seinem Abgang unterhalten sich Jessica und Sullivan über den Fall. Sie vermutet, dass der Aufzug nicht der Ort ihrer Tötung war, sondern dass sie dort nur abgelegt worden war. Der Mörder musste gewusst haben, dass sie 200.000 Dollar bei sich hatte. Ob die verschwundenen Disketten eine Rolle gespielt hatten, sei unklar.
Nun beginnt Jessica zu ermitteln. Von Gelber bekommt sie einen kleinen Koffer, der in der Nachbarschaft gefunden wurde und an dem die Fingerabdrücke des Opfers waren. Es fällt ihr auf, dass nur das Oberteil eines Kostüms darin ist, der Rock aber fehlt. Nun fährt sie zurück in das Hotel und findet den Rock, der in der Reinigung gewesen, aber nicht abgeholt worden war. Vom Portier erfährt sie so die Nummer ihres Zimmers, das sie, unter einem anderen Namen, bezogen hatte. Sie trifft sich dort mit Gelber und findet heraus, dass sie dort, mit einer Kordel des Vorhangs erdrosselt worden war. Da offensichtlich ihre Beweise sie nicht weiterbringen, weist Jessica darauf hin, dass das zwar sie wissen, aber nicht der Mörder. Sie nimmt an, das der Maulwurf der Mörder war, also sucht sie Paloma auf und erzählt ihm, dass die Polizei kurz davor sei, den Fall aufzuklären. Nun warten sie und Gelber im Hotelzimmer. Herein kommt Fred Chandler, ein Vertrauter von Paloma, der das Zimmer in Brand setzen will, um Beweismittel zu vernichten. Er gesteht den Mörd mit der Begründung, dass ihn Paloma zu lange im Unklaren gelassen habe. Er habe die Befürchtung gehabt, dass er als Maulwurf auffliegen und tot im East River landen könnte. Nachdem er mitbekommen hatte, dass Liz Foster 200.000 Dollar bekommen hatte, habe er sich dazu entschlossen, sie zu töten, damit er das Geld für sich behalten könne. Die Disketten habe er eingesteckt, um Max Hagan damit zu erpressen. Da der Fall gelöst war, gibt Sullivan die Schlagzeile der Zeitung des nächsten Tages bekannt. Sie würde lauten: Wie Lt. Artie Gelber den Mordfall, zehn Tage vor seiner Pensionierung, gelöst hat und wie er beim Killer Beweise gefunden hat, die dem New Yorker Staatsanwalt erlauben, Max Hagen für 200 Jahre ins Gefängnis zu bringen. .

## Besetzung und Synchronisation
Die deutschsprachige Synchronfassung der Staffel entstand bei der Hermes Synchron in Potsdam unter der Dialogregie und nach Dialogbüchern von Almut Eggert, Frank Wesel und Anja Rohe.
| Figur                | Darsteller         | Deutscher Sprecher  |
| -------------------- | ------------------ | ------------------- |
| Jessica Fletcher     | Angela Lansbury    | Dagmar Altrichter   |
| Gaststars            |                    |                     |
| Brynie Sullivan      | Joseph Bologna     | Eberhard Prüter     |
| Fred Chandler        | Francis Guinan     | Jörg Döring         |
| Louis Paloma         | Lewis Smith        | Stefan Staudinger   |
| Lt. Artie Gelber     | Herb Edelman       | Edgar Ott           |
| Sara Lloyd           | Melinda Culea      | Bettina Spier       |
| Sportreporter        | William Karnes     | Ingolf Gorges       |
| Max Hagen            | Ken Howard         |                     |
| Weitere Darsteller   |                    |                     |
| Coach                | Ed Wasser          | Gerhard Paul        |
| Flughafenangestellte | Patty Toy          | Andreschka Großmann |
| Polizist             | Lew Saunders       | Matthias Klages     |
| Robert Wilman        | Bruno Marcotulli   | Wilfried Herbst     |
| Jason Herd           | John Allsopp       | David Nathan        |
| Kunde                | Lonnie Burr        | Kaspar Eichel       |
| Liz Foster           | Siobhan McCafferty | Martina Treger      |